# Goa
Goa (hindi गोवा, trb.: Gowa, trl.: Govā; konkani गोंय, trb.: Gomja, trl.: Goṃya; port. Goa, ang. Goa) – stan na zachodnim wybrzeżu Półwyspu Indyjskiego, nad Morzem Arabskim, region turystyczny Indii, 500 km na południe od Mumbaju. W czasach nowożytnych jeden z głównych ośrodków wpływów europejskich w Azji, zwany Rzymem Wschodu.

## Historia
Na przybrzeżnej części i wysepkach terytorium Goa Portugalczycy założyli w 1510 faktorię handlową, a następnie przekształcili w swą kolonię. W grudniu 1961 wojska Republiki Indii dokonały inwazji i po pokonaniu słabego oporu wojsk portugalskich siłą wcieliły terytorium Indii Portugalskich wraz z Goa do Indii. Po rewolucji goździków w roku 1974 Portugalia uznała Goa za część Indii.
W 1987 Goa uzyskało status stanu indyjskiego natomiast pozostałe części byłych Indii Portugalskich pozostały terytorium związkowym Indii.

## Zabytki

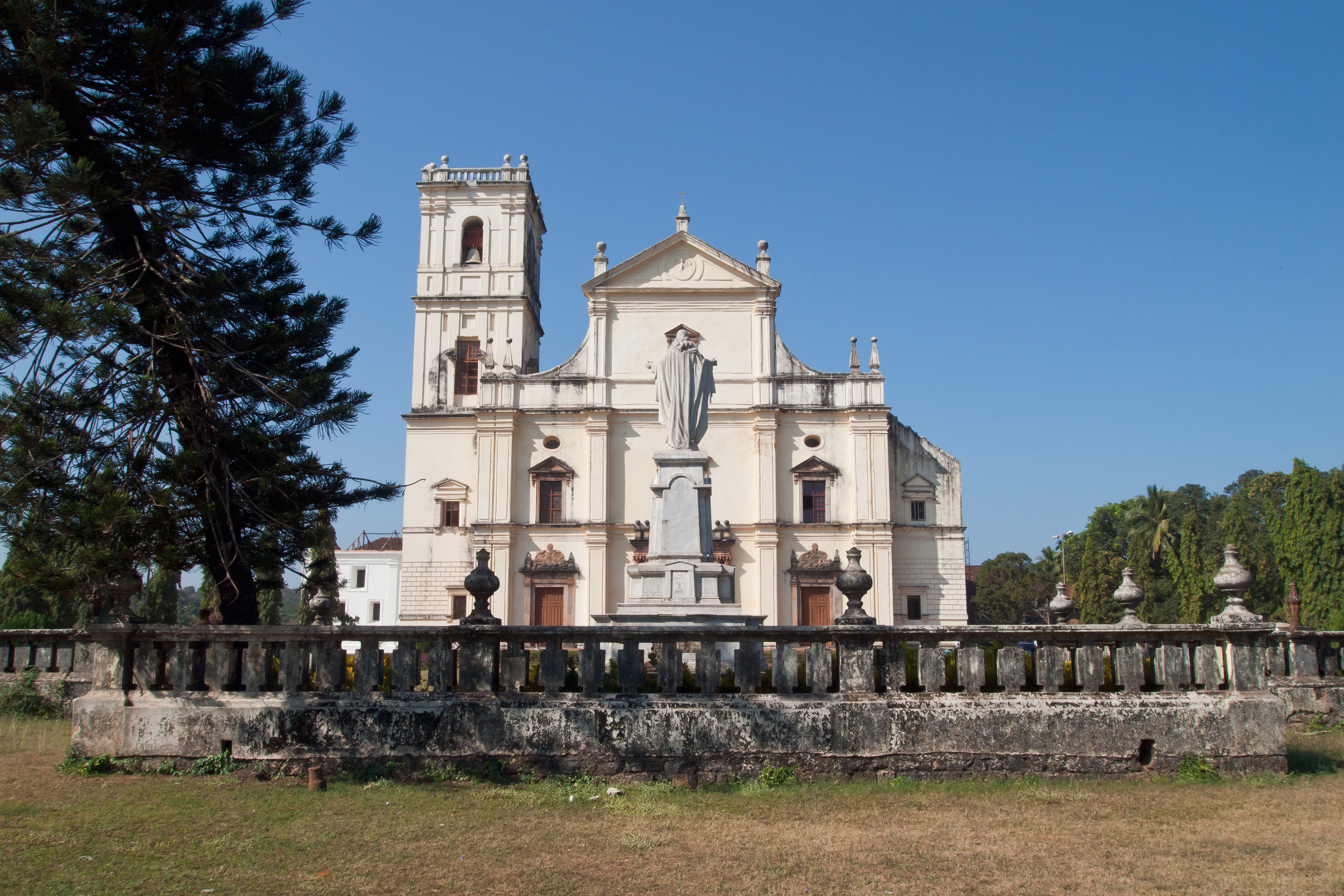
Katedra Se

Stare Goa w 1986 roku zostało wpisane na Listę Światowego Dziedzictwa UNESCO. Znajduje się tam wiele kościołów, w tym katedra patriarchalna i bazylika Bom Jesus z relikwiami św. Franciszka Ksawerego, pioniera misji azjatyckich.

## Flora i fauna
W Goa znajdują się dziewicze plaże oraz wioski położone wśród pól ryżowych. 1424 km² powierzchni Goa zajmują lasy. Większość z nich jest własnością państwa. Na Goa znajduje się wiele parków narodowych, wśród nich Salim Ali – rezerwat ptaków.

## Podział administracyjny
Goa dzieli się na dwa okręgi: Goa Północne ze stolicą w Panaji (zarazem stolica stanu) i Goa południowe ze stolicą w Margao. Każdy okrąg jest dalej dzielony na tzw. taluki.

## Goa w filmie indyjskim
- Adhi Bhagavan
- Josh
- Albela